# أوسامو هنري كابا
أوسامو هنري كابا (باليابانية: イヨハ 理 ヘンリー) (23 يونيو 1998 في آيتشي في اليابان – )؛ هو لاعب كرة قدم سابق كان يلعب كمدافع.

## وصلات خارجية
- أوسامو هنري كابا على موقع رابطة كرة القدم اليابانية للمحترفين (اليابانية)
- أوسامو هنري كابا على موقع قاعدة بيانات كرة القدم.إي يو (الإنجليزية)
- أوسامو هنري كابا على موقع Soccerway.com (الإنجليزية)
- أوسامو هنري كابا على موقع عالم كرة القدم.نت (الإنجليزية)